# Lanester
Lanester (Bretons: Lannarstêr) is een Franse gemeente in het departement Morbihan (Bretagne). De gemeente telde 23.188 inwoners op 1 januari 2022. Hiermee is het de op twee na grootste gemeente van het departement. De gemeente ligt in het arrondissement Lorient en is een van de 25 gemeenten in het gemeentelijk samenwerkingsverband Lorient Agglomération.
Het marine-arsenaal van Lorient ligt in het zuidwesten van de gemeente Lanester.

## Geschiedenis
De gemeente werd pas opgericht in 1909. Lanester zelf gaat terug tot de 18e eeuw, toen hier scheepswerven werden gebouwd voor de haven van Lorient.

### Ontstaan
De plaats was al veel vroeger bewoond en bestond uit kleine dorpen waarvan de inwoners leefden van de landbouw en de visserij. In de 18e eeuw kwamen er militaire versterkingen en ook scheepswerven op de linkeroever van de Scorff, tegenover Lorient. De eerste schepen werden gebouwd in de jaren 1750 maar pas in de 19e eeuw ontwikkelde de plaats zich echt. In 1862 werd een spoorwegbrug over de Scorff tussen Lorient en Lanester ingehuldigd. De metalen brug werd ontworpen door Gustave Eiffel. De scheepswerven trokken arbeiders uit de omgeving aan. Al snel overvleugelde Lanester de gemeente Caudan, waar het van afhing. Daarom werd in 1909 besloten om Lanester, dat meer dan twee maal zoveel inwoners telde dan Caudan, af te splitsen en een eigen gemeentebestuur te geven.

### Verwoesting en wederopbouw
De gemeente werd zwaar beschadigd door de geallieerde luchtbombardementen op de Duitse marinebasis van Lorient tijdens de Tweede Wereldoorlog. De bevolking was al in 1943 geëvacueerd. De inwoners keerden terug na de oorlog en werden tijdelijk ondergebracht in barakken. De wederopbouw werd gevolgd door de bouw van nieuwe wijken om de groeiende bevolking te huisvesten. In de jaren 1980 werd een nieuw gemeentecentrum gebouwd op een moerassig gebied tussen de wijken Chantiers en Kerentrech. Hier werd in 1992 het nieuwe gemeentehuis opgetrokken.

## Geografie
De oppervlakte van Lanester bedroeg op 1 januari 2022 18,37 vierkante kilometer; de bevolkingsdichtheid was toen 1.262,3 inwoners per km².
De gemeente ligt tussen de mondingen van de Scorff en de Blavet, ten oosten van Lorient. Tussen de beide mondingen ligt de Étang du Plessis, een ría waar de kleine waterloop de Plessis uitmondt in zee.
De onderstaande kaart toont de ligging van Lanester met de belangrijkste infrastructuur en aangrenzende gemeenten.

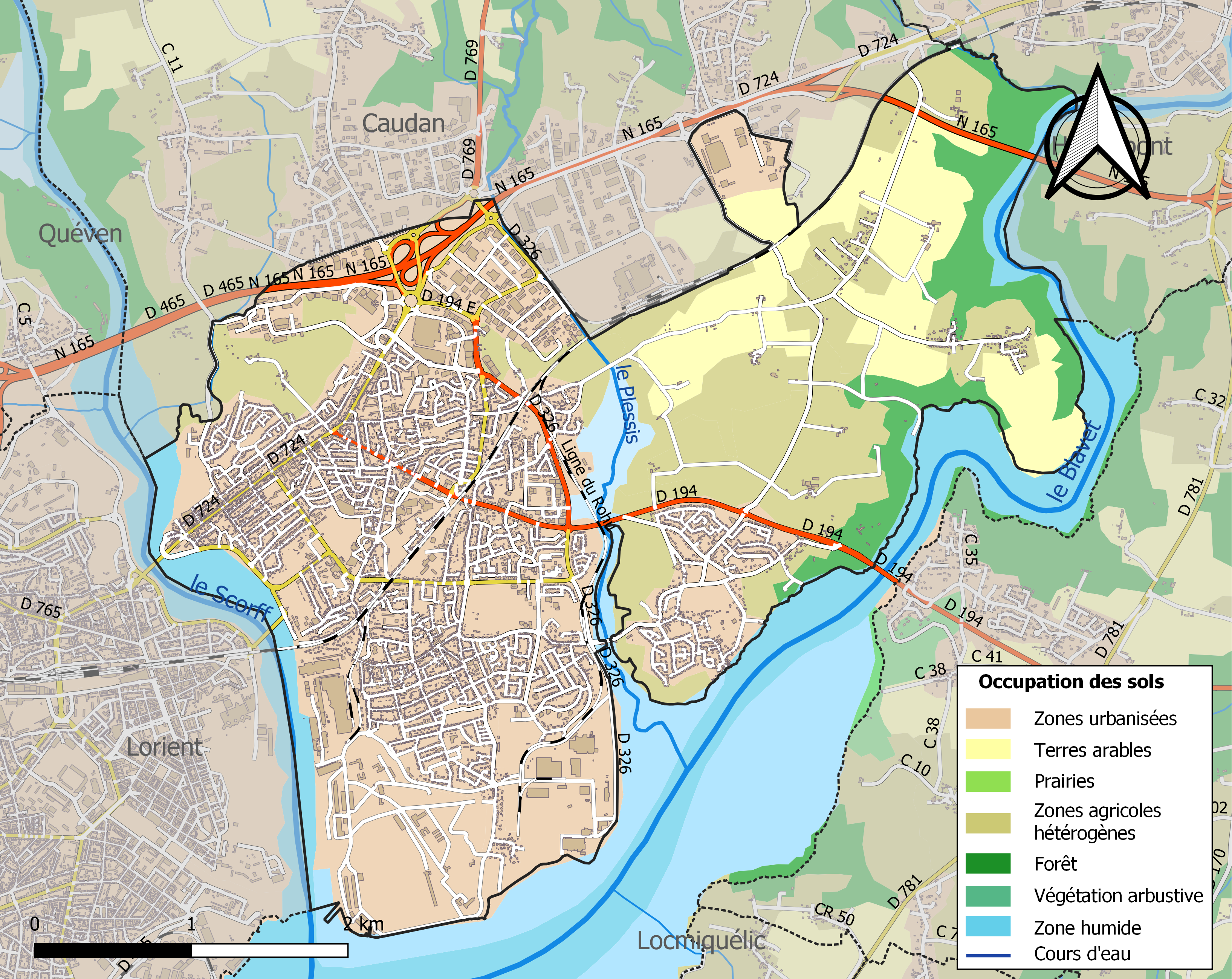

## Economie
Naval Group, een scheepsbouwer gespecialiseerd in de bouw van militaire schepen, heeft een vestiging in de gemeente. Verder is er nog industrie in Le Rohu, de haven van Lanester. De gemeente telt ook verschillende bedrijvenparken.

## Demografie
Bij het ontstaan van de gemeente in 1909 telde deze ongeveer 6.500 inwoners.
Onderstaande figuur toont het verloop van het inwonertal, bron: INSEE-tellingen. 